# Diagora
Diagora est un espace de congrès et d'exposition situé à Labège, à 15 minutes de l'agglomération de Toulouse, sur le territoire du Sicoval.
Créé en 1992, Diagora s'est peu à peu imposé comme l'un des équipements structurants de la région toulousaine[réf. souhaitée].
Cet important centre de congrès propose en effet une offre unique à Toulouse et en région Midi-Pyrénées. Les espaces équipés y sont disponibles de façon individuelle ou, au contraire, combinables entre eux, et peuvent ainsi accueillir entre 5 et 2200 personnes assises et jusqu’à 3000 personnes debout. Cela permet à Diagora d'accueillir aujourd'hui de nombreux types de manifestations professionnelles et grand public : congrès, salon, séminaire, colloque, convention, événement d'entreprise, showroom, soirée de gala, exposition, manifestation culturelle, visioconférence...

## Diagora en quelques chiffres
- 12 000 m2 (dont 5 000 m2 d'exposition)
- 16 salles équipées disponibles à l'unité ou combinables entre elles
- 1000 places de parking gratuites

Jusqu'à 500 places assises :
- L'Hémicycle (150 places)
- Le Salon d'Honneur (130 m2)
- L'Ellipse (120 places)
- Les Colonnes (repas jusqu'à 400 convives)
- 7 salons au premier étage (de 5 à 40 personnes)
- 2 salles de 240 m2 (modulabes en 2 x 120 m2)

De 500 à 2000 places debout :
- L'Amphithéâtre (500 places)
- La Place Centrale (550 m2)
- L'Espace Agora (2 500 m2)